# 浦东足球场
浦东足球场是中华人民共和国上海市浦东新区金桥镇的一个足球體育場，也是中华人民共和国第一个严格按照国际足联标准全新设计和第一個能够满足国际足联国际A级比赛的高级专业足球场，通过优化，浦东足球场观众席扩容至37,000人，比此前方案33,765人增加3,000个，为中国足球协会超级联赛俱乐部上海海港足球俱乐部的主場（原定承辦2023年亞足聯亞洲盃，後異地舉辦）。

## 简介
浦东足球场于2018年4月28日開始动工，作为中国第一座以国际最高标准建造的专业足球场，浦东足球场于2020年9月15日启动英雄联盟2020赛季全球总决赛（S10）冠亚军决赛专项验收交付工作，并于月底前完成包括消防、卫生、结构等8项综合验收及场地交付工作，迎接10月31日S10总决赛的举办。
2020年10月28日，上汽集团、上港集团、久事集团联合宣布，浦东足球场冠名上汽浦东足球场。
2020年10月31日18时，举办英雄联盟2020赛季全球总决赛。11月5日撤场后，浦东足球场开始进行场芯草坪系统的施工。
2021年10月22日晚，绚丽夺目的红色灯光点亮浦东金桥的“白玉碗”，2023亚洲杯会徽发布暨首座专业足球场揭幕仪式在上海浦东足球场举行。正式揭幕的上海浦东足球场，也是上海海港足球俱乐部的新主场。球场以FIFA国际足联A级赛事标准要求的专业球场为定位，第一排的观众与赛场最近距离仅有8.5米，是国际足联相关规定的极限距离。
2023年4月22日下午15时30分，上海海港队2023年赛季的首场主场比赛在浦东足球场举办。